# داد شاه
داد شاه هو سياسي إيراني، ولد في 1944، وتوفي في 11 يناير 1958.